# Centrale nucleare di Paks
La centrale nucleare di Paks è una centrale nucleare ungherese, l'unica situata nel territorio del Paese. 

## Localizzazione
La centrale di Paks è situata nella provincia di Tolna, nel comune omonimo, a 5 chilometri di distanza dal centro abitato in direzione sud-est.

## Descrizione
La centrale possiede 4 reattori sovietici VVER-440 per 1.889 MW complessivi. Questo unico impianto produce oltre il 53,6% (anno 2014) di tutta la produzione dell'elettricità ungherese. Lavora da centrale per il carico base; nel 2015 produceva il 36,2% dell'esigenza e il 52,7% della produzione nazionale. È la centrale più importante del Paese, non avendo l'Ungheria importanti centrali da fonti rinnovabili, ma solo centrali a gas naturale e centrali a carbone.

## Sviluppi futuri
Secondo la prima progettazione, i reattori avrebbero dovuto essere posti fuori servizio in un periodo compreso fra il 2012 e il 2017, dopo trent'anni di funzionamento, ma con gli aggiornamenti dei sistemi è stata concessa una proroga di 20 anni. Per far fronte al futuro fabbisogno energetico dell'Ungheria, sono in progetto due nuovi reattori russi VVER1200 da 1.200 MW per il dopo 2026 e 2028 con un finanziamento di credito a lungo termine dallo Stato russo.